# خوتیملیا
خوتیملیا (انگلیسی: Khotimlya) یک شهرک در شهرستان داولکانوفسکی در استان باشقیرستان کشور روسیه است.